# Saison 1 de Canada's Drag Race
La première saison de Canada's Drag Race est diffusée pour la première fois le 2 juillet 2020 sur Crave au Canada, sur BBC Three au Royaume-Uni et sur WOW Presents Plus à l'international,,
La création d'une version canadienne de RuPaul's Drag Race est annoncée le 19 juin 2019. Les juges principaux sont Brooke Lynn Hytes, Jeffrey Bowyer-Chapman et Stacey McKenzie. Le casting est composé de douze candidates et est annoncé le 14 mai 2020.
La gagnante de la saison reçoit 100 000 dollars canadiens et un an de frais d'hôtellerie Hilton.
La gagnante de la saison est Priyanka, avec comme secondes Rita Baga et Scarlett BoBo.

## Candidates
Les candidates de la première saison de Canada's Drag Race sont :
(Les noms et âges donnés sont ceux annoncés au moment de la compétition.)
| Candidates          | Âge | Résidence                        | Classement |
| ------------------- | --- | -------------------------------- | ---------- |
| Priyanka            | 28  | Toronto, Ontario                 | Gagnante   |
| Rita Baga           | 32  | Montréal, Québec                 | Secondes   |
| Scarlett BoBo       | 29  | Toronto, Ontario                 | Secondes   |
| Jimbo               | 36  | Victoria, Colombie-Britannique   | 4e place   |
| Lemon               | 24  | New York, New York ( États-Unis) | 5e place   |
| Ilona Verley        | 24  | Vancouver, Colombie-Britannique  | 6e place   |
| BOA                 | 24  | Toronto, Ontario                 | 7e place   |
| Kiara               | 22  | Montréal, Québec                 | 8e place   |
| Tynomi Banks        | 38  | Toronto, Ontario                 | 9e place   |
| Anastarzia Anaquway | 37  | Toronto, Ontario                 | 10e place  |
| Kyne                | 21  | Waterloo-Kitchener, Ontario      | 11e place  |
| Juice Boxx          | 30  | Toronto, Ontario                 | 12e place  |

## Progression des candidates
|            |                     | Épisode | Épisode | Épisode | Épisode | Épisode | Épisode | Épisode | Épisode | Épisode | Épisode  |
| 1          | 2                   | 3       | 4       | 5       | 6       | 7       | 8       | 9       | 10      |         |          |
| ---------- | ------------------- | ------- | ------- | ------- | ------- | ------- | ------- | ------- | ------- | ------- | -------- |
| Candidates | Priyanka            | SAFE    | HIGH    | WIN     | SAFE    | BTM2    | SAFE    | BTM2    | WIN     | SAFE    | GAGNANTE |
| Candidates | Rita Baga           | WIN     | SAFE    | SAFE    | WIN     | HIGH    | WIN     | SAFE    | BTM2    | BTM2    | SECONDE  |
| Candidates | Scarlett BoBo       | SAFE    | SAFE    | HIGH    | HIGH    | SAFE    | HIGH    | HIGH    | HIGH    | WIN     | SECONDE  |
| Candidates | Jimbo               | HIGH    | HIGH    | SAFE    | LOW     | WIN     | HIGH    | LOW     | SAFE    | ELIM    | INVITÉE  |
| Candidates | Lemon               | BTM2    | WIN     | SAFE    | SAFE    | HIGH    | LOW     | WIN     | ELIM    |         | INVITÉE  |
| Candidates | Ilona Verley        | SAFE    | SAFE    | LOW     | BTM2    | SAFE    | BTM2    | ELIM    |         |         | INVITÉE  |
| Candidates | BOA                 | HIGH    | LOW     | HIGH    | SAFE    | LOW     | ELIM    |         |         |         | INVITÉE  |
| Candidates | Kiara               | SAFE    | HIGH    | LOW     | HIGH    | ELIM    |         |         |         |         | INVITÉE  |
| Candidates | Tynomi Banks        | SAFE    | BTM2    | BTM2    | ELIM    |         |         |         |         |         | INVITÉE  |
| Candidates | Anastarzia Anaquway | SAFE    | SAFE    | ELIM    |         |         |         |         |         |         | INVITÉE  |
| Candidates | Kyne                | LOW     | ELIM    |         |         |         |         |         |         |         | INVITÉE  |
| Candidates | Juice Boxx          | ELIM    |         |         |         |         |         |         |         |         | INVITÉE  |

 La candidate a gagné Canada's Drag Race.
 La candidate est arrivée seconde.
 La candidate a gagné le maxi défi.
 La candidate a reçu des critiques positives des juges et a été déclarée sauve.
 La candidate a été déclarée sauve.
 La candidate a reçu des critiques négatives des juges et a été déclarée sauve.
 La candidate a été en danger d'élimination.
 La candidate a été éliminée.

## Lip-syncs
| Épisode | Candidate                                | vs.                                      | Candidate                                | Chanson                   | Artiste                             | Candidate éliminée      |
| ------- | ---------------------------------------- | ---------------------------------------- | ---------------------------------------- | ------------------------- | ----------------------------------- | ----------------------- |
| 1       | Juice Boxx                               | vs.                                      | Lemon                                    | I Really Like You         | Carly Rae Jepsen                    | Juice Boxx              |
| 2       | Kyne                                     | vs.                                      | Tynomi Banks                             | If You Could Read My Mind | Ultra Naté, Amber, Jocelyn Enriques | Kyne                    |
| 3       | Anastarzia Anaquway                      | vs.                                      | Tynomi Banks                             | Absolutely Not            | Deborah Cox                         | Anastarzia Anaquway     |
| 4       | Ilona Verley                             | vs.                                      | Tynomi Banks                             | Girlfriend                | Avril Lavigne                       | Tynomi Banks            |
| 5       | Kiara                                    | vs.                                      | Priyanka                                 | I Drove All Night         | Céline Dion                         | Kiara                   |
| 6       | BOA                                      | vs.                                      | Ilona Verley                             | Scars to Your Beautiful   | Alessia Cara                        | BOA                     |
| 7       | Ilona Verley                             | vs.                                      | Priyanka                                 | Hello                     | Allie X                             | Ilona Verley            |
| 8       | Lemon                                    | vs.                                      | Rita Baga                                | You Oughta Know           | Alanis Morissette                   | Lemon                   |
| 9       | Jimbo                                    | vs.                                      | Rita Baga                                | Closer                    | Tegan and Sara                      | Jimbo                   |
| 10      | Priyanka vs. Rita Baga vs. Scarlett BoBo | Priyanka vs. Rita Baga vs. Scarlett BoBo | Priyanka vs. Rita Baga vs. Scarlett BoBo | You're a Superstar        | Love Inc.                           | Rita Baga Scarlett BoBo |

 La candidate a été éliminée après sa première fois en danger d'élimination.
 La candidate a été éliminée après sa deuxième fois en danger d'élimination.
 La candidate a été éliminée après sa troisième fois en danger d'élimination.
 La candidate a été éliminée lors du lip-sync final.

## Juges invités
Cités par ordre chronologique :
- Elisha Cuthbert, actrice canadienne ;
- Jade Hassouné, acteur canado-libanais ;
- Deborah Cox, actrice et chanteuse canadienne ;
- Evan Biddell, styliste canadien ;
- Mary Walsh, actrice et comédienne canadienne ;
- Tom Green, acteur canadien ;
- Allie X, chanteuse canadienne ;
- Amanda Brugel, actrice canadienne ;
- Michelle Visage, personnalité télévisée étatsunienne.

### Invités spéciaux
Certains invités apparaissent dans les épisodes, mais ne font pas partie du panel de jurés.
Épisode 3
- Hollywood Jade, chorégraphe canadien ;
- Ralph, chanteuse canadienne.

Épisode 5
- Colin McAllister, personnalité télévisée canadienne ;
- Justin Ryan, personnalité télévisée canadienne.

Épisode 6
- Crystal, candidate de la première saison de RuPaul's Drag Race UK.

Épisode 7
- Stefan Brogren, acteur canadien ;
- Michelle DuBarry, drag queen canadienne.

Épisode 9
- Sabrina Jalees, comédienne canadienne.

Épisode 10
- Hollywood Jade, chorégraphe canadien ;
- Ralph, chanteuse canadienne.

## Épisodes
| CANDIDATE   | Anastarzia Anaquway | BOA                  | Ilona Verley | Jimbo       | Juice Boxx | Kiara                | Kyne                       | Lemon            | Priyanka       | Rita Baga | Scarlett BoBo | Tynomi Banks |
| INSPIRATION | Drapeau du Canada   | Anne de Green Gables | Muskoka      | Arc-en-ciel | MuchMusic  | Prairies canadiennes | Ruée vers l'or du Klondike | Hockey sur glace | Lacs canadiens | Québec    | Cow-boys      | Bûcherons    |

| SEGMENT   | I SMELL BURNT TOAST | I SMELL BURNT TOAST | I SMELL BURNT TOAST | I SMELL BURNT TOAST | I SMELL BURNT TOAST | THE MUFFRAGETTES | THE MUFFRAGETTES | THE MUFFRAGETTES | THE MUFFRAGETTES | THE MUFFRAGETTES | THE MUFFRAGETTES |
| --------- | ------------------- | ------------------- | ------------------- | ------------------- | ------------------- | ---------------- | ---------------- | ---------------- | ---------------- | ---------------- | ---------------- |
| CANDIDATE | Anastarzia Anaquway | Kiara               | Lemon               | Rita Baga           | Tynomi Banks        | BOA              | Ilona Verley     | Jimbo            | Kyne             | Priyanka         | Scarlett BoBo    |

| GROUPE    | THE DWOLLS | THE DWOLLS | THE DWOLLS | THE DWOLLS | THE DWOLLS   | THE MOOSEKNUCKLES   | THE MOOSEKNUCKLES | THE MOOSEKNUCKLES | THE MOOSEKNUCKLES | THE MOOSEKNUCKLES |
| --------- | ---------- | ---------- | ---------- | ---------- | ------------ | ------------------- | ----------------- | ----------------- | ----------------- | ----------------- |
| CANDIDATE | BOA        | Jimbo      | Kiara      | Lemon      | Tynomi Banks | Anastarzia Anaquway | Ilona Verley      | Priyanka          | Rita Baga         | Scarlett BoBo     |

| MATÉRIAU  | PLASTIQUE | PLASTIQUE | PLASTIQUE     | MÉTAL | MÉTAL | MÉTAL    | PAPIER       | PAPIER | PAPIER       |
| --------- | --------- | --------- | ------------- | ----- | ----- | -------- | ------------ | ------ | ------------ |
| CANDIDATE | Kiara     | Rita Baga | Scarlett BoBo | BOA   | Lemon | Priyanka | Ilona Verley | Jimbo  | Tynomi Banks |

| CANDIDATE               | BOA                  | Ilona Verley                                 | Jimbo                            | Kiara                          | Lemon                 | Priyanka                    | Rita Baga                              | Scarlett BoBo                    |
| PERSONNAGE              | Gypsy Rose Blanchard | Rebecca More                                 | Joan Rivers                      | Mariah Carey                   | JoJo Siwa             | Miss Cleo                   | Édith Piaf                             | Liza Minnelli                    |
| RÉFÉRENCE À CELINE DION | 2019 Met Gala        | 2017 Lancement de la collection Schiaparelli | 2019 Semaine de la mode de Paris | 2019 Avant-première de Courage | 1998 Oscars du cinéma | 1994 Robe de mariée         | 1998 Concours Eurovision de la chanson | 2019 Semaine de la mode de Paris |
| RÉFÉRENCE À CELINE DION | 2019 Met Gala        | 2017 Lancement de la collection Schiaparelli | 2019 Semaine de la mode de Paris | 2019 Avant-première de Courage | 1998 Oscars du cinéma | 2016 Billboard Music Awards | 1998 Tournée Incognito                 | 2019 Semaine de la mode de Paris |

| ÉQUIPE    | THE B.E.L.L.E.S | THE B.E.L.L.E.S | THE B.E.L.L.E.S | SARAH & SARAHSON | SARAH & SARAHSON | KITTY & KAT | KITTY & KAT |
| --------- | --------------- | --------------- | --------------- | ---------------- | ---------------- | ----------- | ----------- |
| CANDIDATE | BOA             | Jimbo           | Rita Baga       | Ilona Verley     | Scarlett BoBo    | Lemon       | Priyanka    |

| CANDIDATE                              | PRIYANKA      | RITA BAGA        | SCARLETT BOBO |
| -------------------------------------- | ------------- | ---------------- | ------------- |
| NOMBRE DE VICTOIRES                    | 2             | 3                | 1             |
| ÉPISODE(S)                             | Épisodes 3, 8 | Épisodes 1, 4, 6 | Épisode 9     |
| NOMBRE DE FOIS EN DANGER D'ÉLIMINATION | 2             | 2                | 0             |
| ÉPISODE(S)                             | Épisodes 5, 7 | Épisodes 8, 9    | —             |